# 손한별
손한별(1985년 7월 18일 ~ )은 대한민국의 VJ이자 가수이다. 2008년 밴드 래빗펀치의 음반 The Hope로 데뷔하였다.

## 출연 작품
- 《K-POP TOP 50》 (2010)
- 《모스트 원티드》
- 《섹션TV 연예통신》 (2014 - 현재)